# Jan van Goyen
Jan Josephszoon van Goyen (Leiden, 13 de enero de 1596-La Haya, 27 de abril de 1656) fue un pintor paisajista neerlandés del Barroco. Pintó muchos de los canales en La Haya y sus alrededores, así como los pueblos que rodean los campos de Delft, Róterdam, Leiden y Gouda. Otros pintores de paisaje neerlandeses populares de los siglos XVI y XVII fueron Jacob van Ruisdael, Aelbert Cuyp, Hendrick Avercamp, Ludolf Backhuysen, Meindert Hobbema y Aert van der Neer.

## Biografía
Jan van Goyen era hijo de un zapatero y comenzó como aprendiz en Leiden, la ciudad de su nacimiento. Al igual que muchos pintores neerlandeses de su tiempo, Jan van Goyen estudió arte en la ciudad de Haarlem con el gran pintor Esaias van de Velde.

### Infancia y aprendizaje

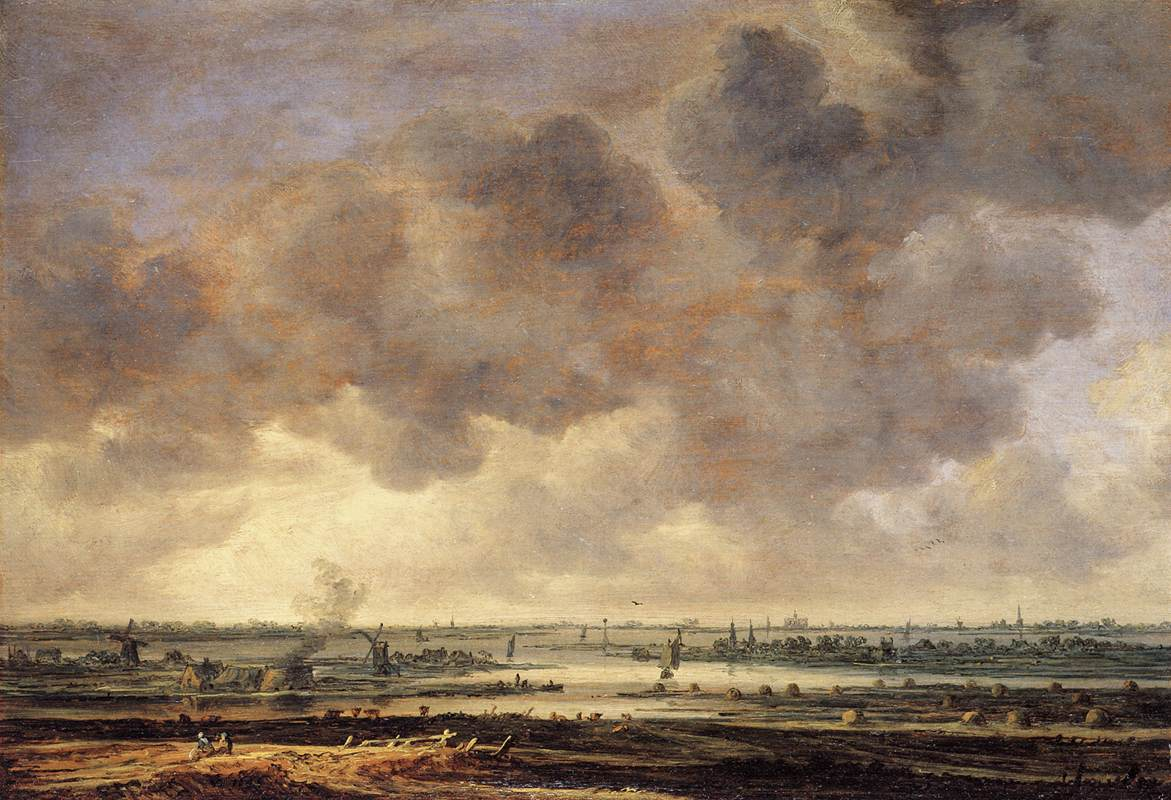
Vista del Haarlemmermeer 1646 Jan van Goyen

A la edad de diez años, Van Goyen fue aprendiz del maestro de Leiden, Coenraet Schilperoort. Una breve biografía de Van Goyen fue escrita por el alcalde de Leiden, Jan Jansz. Orlers en su Descripción de la ciudad de Leyden de 1641. Después se convirtió en aprendiz de otro pintor de Leiden, Jan Arentsz. Después de ese periodo, Van Goyen fue aprendiz del pintor de Hoornse, Willem Gerritz durante varios años.
A la edad de 19 años, Van Goyen se fue a Francia. A su regreso estudió con el paisajista Esaias van de Velde en Haarlem. Este gran pintor fue una figura clave en el desarrollo de Jan van Goyen que trabajó durante un año en el estudio de Van de Velde. En 1618 se casó con Annetje Willemdr van Raelst e ingresó en la guilda de San Lucas de Leiden como maestro independiente.

### Pintor en La Haya

Jan van Goyen - Vista del Haarlemmermeer - 1656

Entre 1632 y 1634 se instaló en La Haya. En el mismo período, Rembrandt van Rijn, Jan Lievens y Jan Davidsz. de Heem pintaban en Leiden. En el siglo XVII vivían en La Haya unos 650 pintores, cuando sólo Ámsterdam tenía más, (más de mil). Después de trasladarse a La Haya, a Van Goyen se le concedieron los derechos civiles de ciudadano en 1634. En 1632, su joven hija Elsje, que murió prematuramente, fue enterrada en la Grote Kerk de La Haya. En 1638 se convirtió en decano de la  guilda de San Lucas local y permaneció en el puesto hasta 1640.
Su primera obra firmada data de alrededor de 1618. Le seguirían más de mil pinturas y 800 dibujos. Van Goyen se convirtió en uno de los principales paisajistas holandeses debido a su innovador método de trabajo e ingenio. Desarrolló varios tipos de pinturas de paisajes, como vistas de dunas, paisajes urbanos, vistas de playas y vistas de estuarios con barcos, tanto con buen tiempo como con mal tiempo. Poco a poco desarrolló una forma rápida de trabajar, en la que aplicaba la pintura al lienzo o al panel de una sola vez.
En parte bajo la influencia del pintor de marinas Jan Porcellis, desarrolló un tipo de paisaje con una paleta de colores reducida que se conocen como paisajes tonales. No está claro si Van Goyen desarrolló este método de trabajo rápido para aumentar sus ingresos o por motivos artísticos.
En preparación para sus pinturas, Van Goyen hizo cientos de bocetos con tiza negra, que dibujaba en caminatas y viajes que lo llevaron hasta Kleve en Alemania y el norte de Francia. Posteriormente procesaba los apuntes de paisajes y los motivos topográficos en sus pinturas. El llamado Cuaderno de bocetos de Dresdner es el único que sigue intacto.
En 1649, el gran pintor Jan Steen se trasladó al lado de Van Goyen. Steen, que también era católico, se casó con su hija Grietje (Margaretha) ese mismo año y pintó a la familia Van Goyen.
En 1651, por encargo del ayuntamiento, pintó el enorme paisaje urbano Vista de La Haya desde el sureste con el Haagse Trekvliet y el predecesor del actual Laakmolen en primer plano. El lienzo tiene casi cinco metros de largo (174 por 460 cm). Recibió 650 florines por ello el 7 de agosto de 1651.

### Últimos años
Van Goyen tenía unos ingresos razonables, porque también era promotor inmobiliario y especulaba con los bulbos de tulipanes. Entre otras cosas, compró terrenos en Dunne Bierkade (Singelgracht), Nieuwe Molstraat y en el Prinsegracht recién excavado e hizo construir casas en ellos.
En 1654, sus deudas aumentaron hasta tal punto que alquiló su propia casa en la Dunne Bierkade. Jan Steen entonces se fue a Delft. Van Goyen se mudó a la Wagenstraat, donde murió dos años después.
Las deudas habían ascendido a 18.000 florines y su viuda Annetje sólo aceptó la herencia 'con la condición de que no fuera responsable de las deudas que quedarían tras la venta de las propiedades'. Jan Steen y su padre, el cervecero de Leiden, Havick Steen, la ayudaron. Después de vender todas las casas (la casa en Wagenstraat por 1.450 florines, dos edificios en Prinsegracht por 6.700 florines, las casas en Dunne Bierkade por 5.260 florines y la casa en Nieuwe Molstraat en Havick Steen por 2.110 florines) y pagadas las deudas, la viuda se mudó a una casa en el Hofje van Nieuwkoop, donde murió en 1672.

## Legado
Jan van Goyen fue famoso por su influencia en los pintores paisajistas de su siglo. Su calidad tonal era una característica que muchos imitaban.
Se han catalogado más de mil obras de su mano, entre ellas: Paisaje con dos robles (1641, Rijksmuseum, Ámsterdam, Países Bajos) y Paisaje invernal con figuras en el hielo (1643, Museo Thyssen-Bornemisza, Madrid), además de otras tres pertenecientes a la Colección Carmen Thyssen, algunas de ellas expuestas en el precitado museo.

## Galería

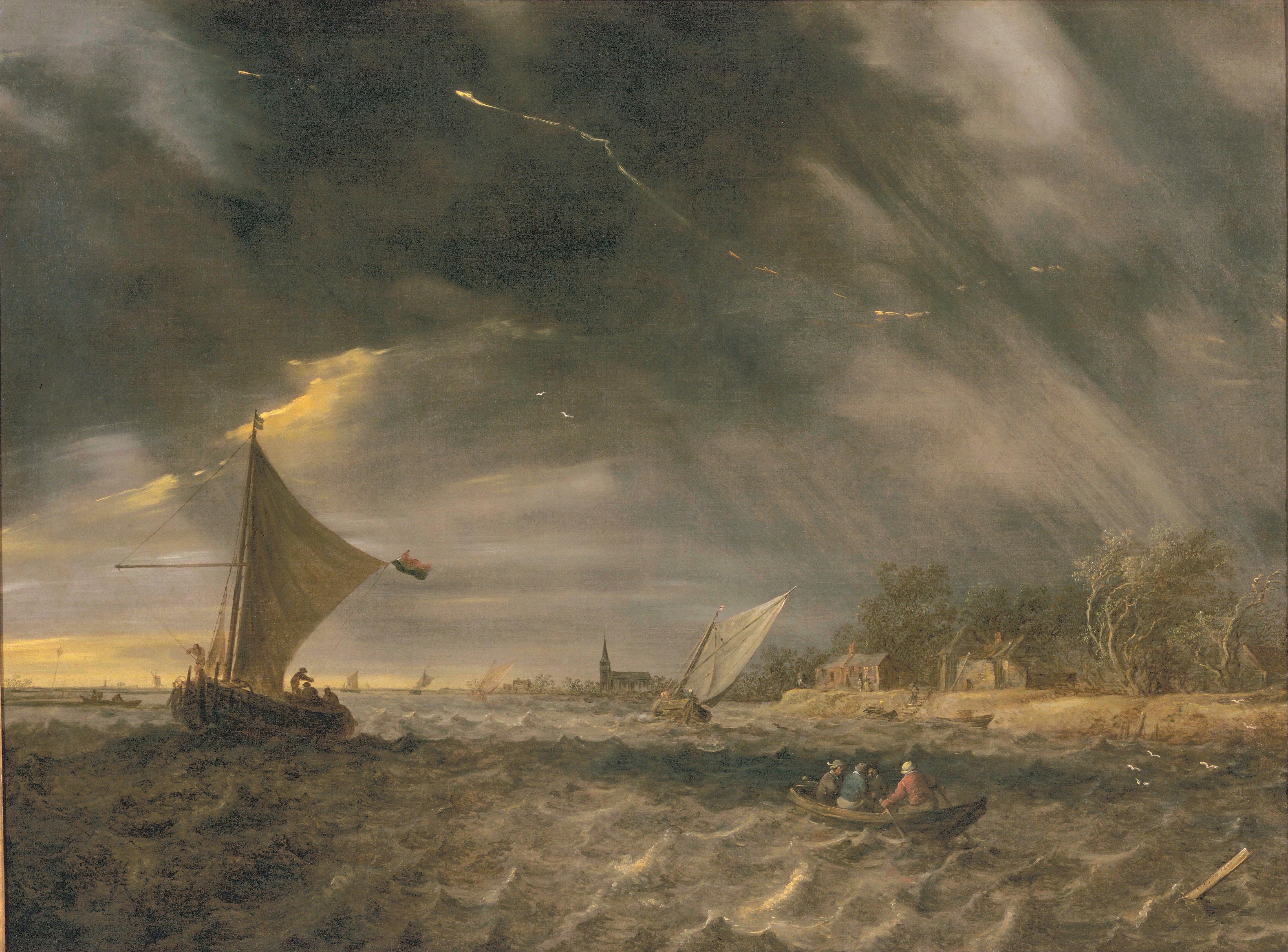
La tormenta en el mar, M.H. de Young Memorial Museum, San Francisco.
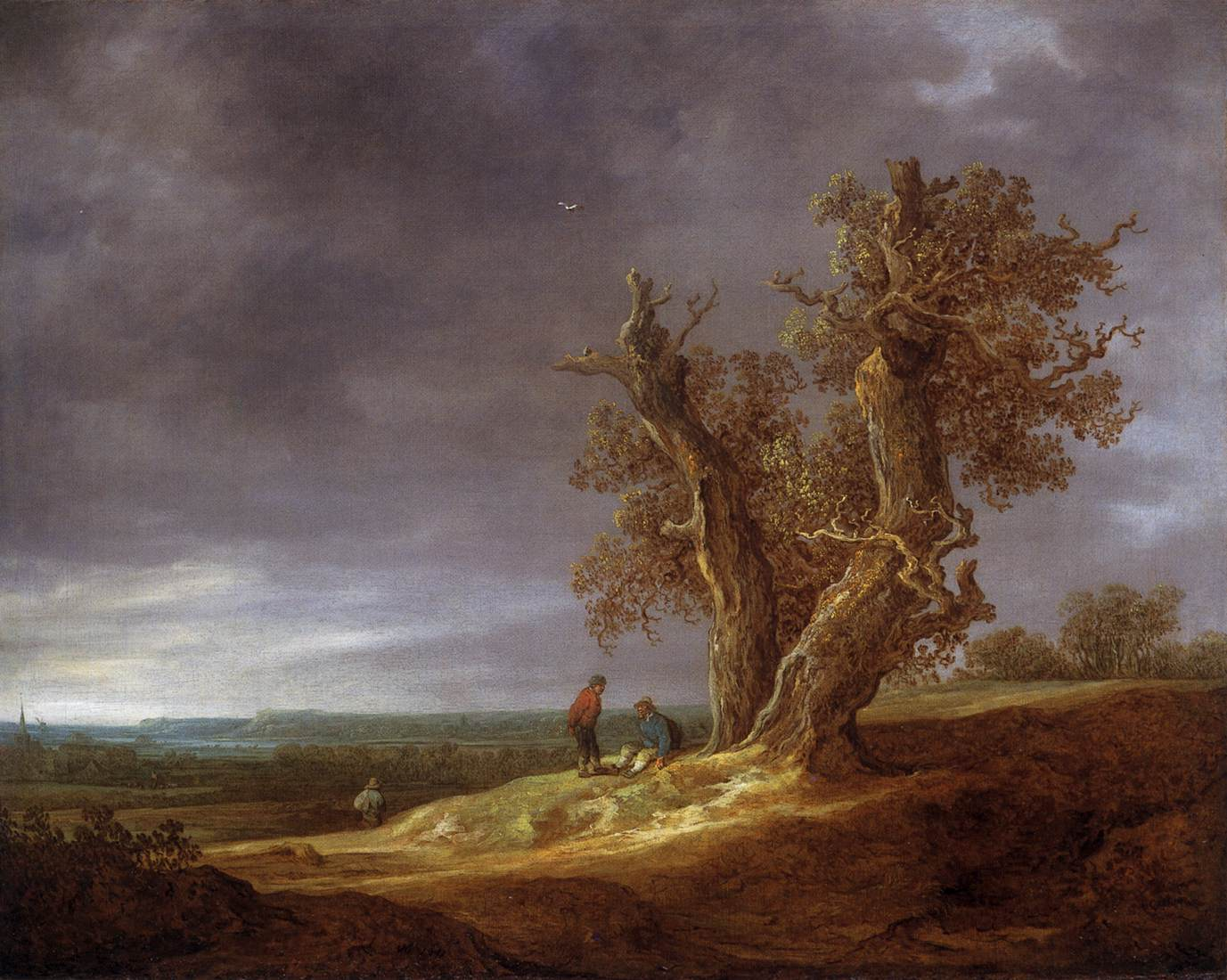
Paisaje con dos robles. Rijksmuseum, Ámsterdam.
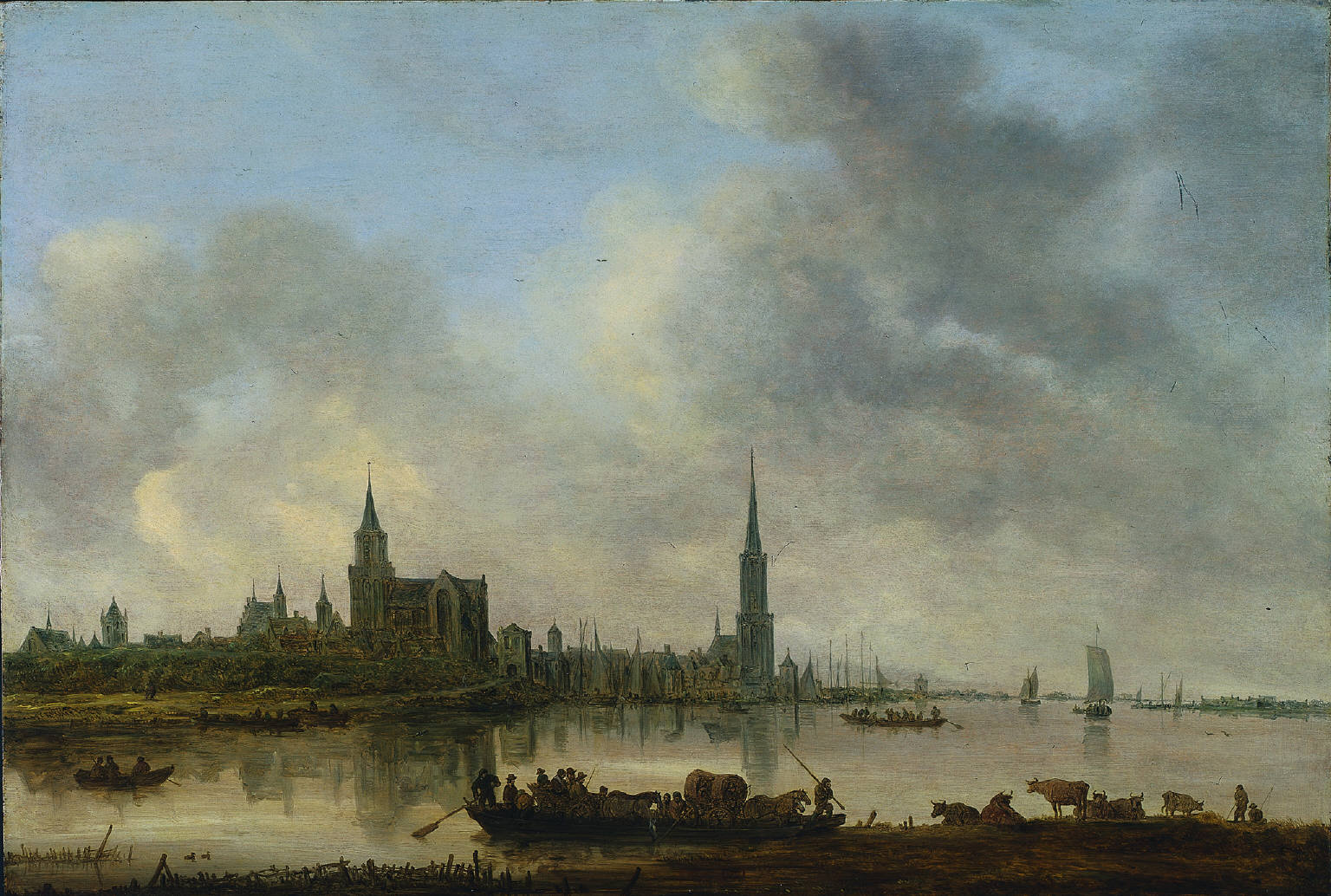
Vista de Emmerich (1645). Cleveland Museum of Art.
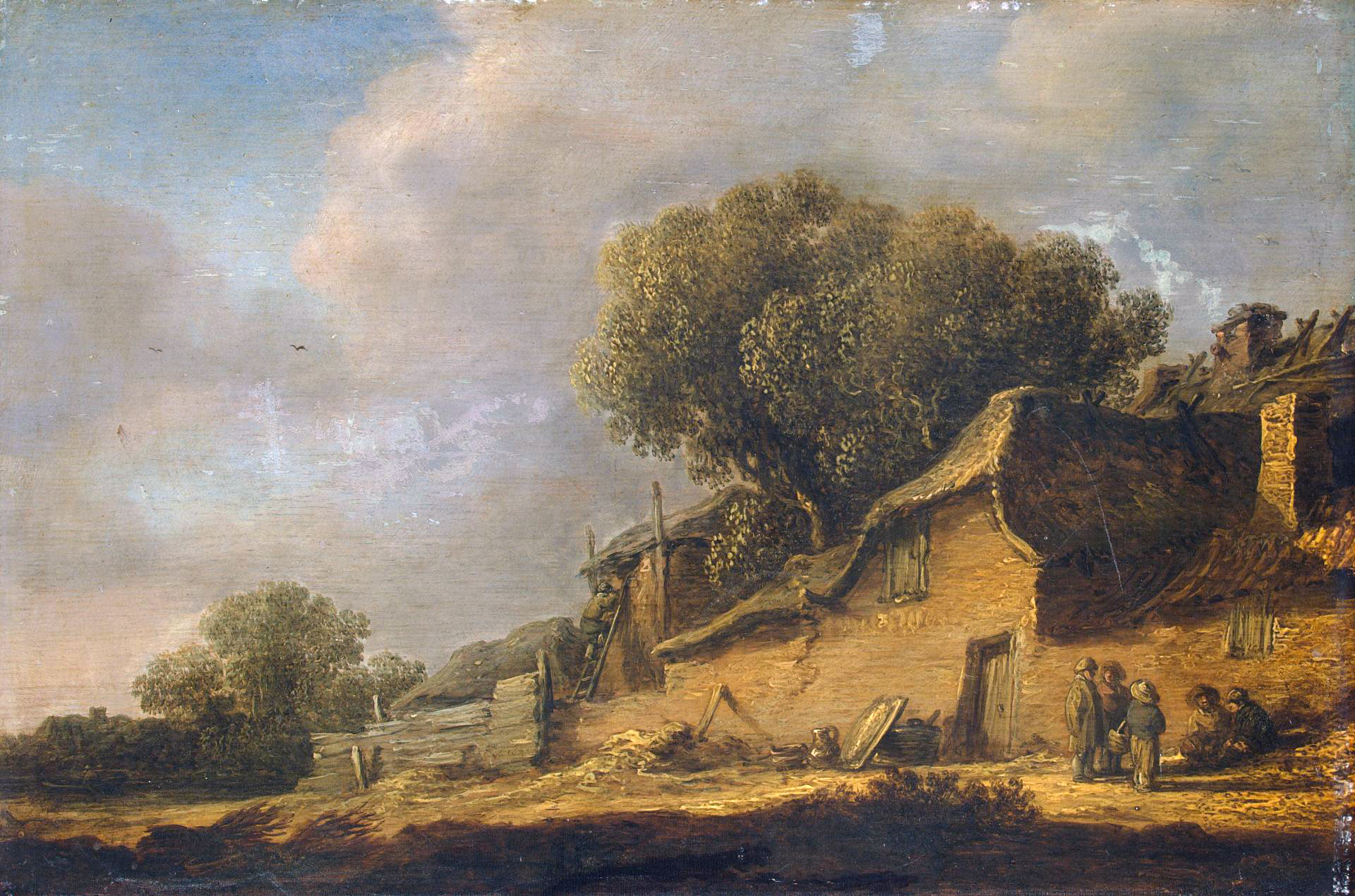
Paisaje con casa de aldeanos, Museo del Hermitage, San Petersburgo.
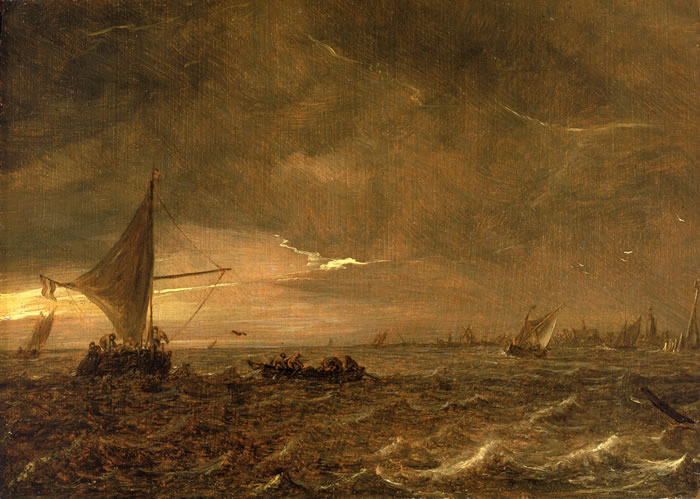
Barcos de pesca en un estuario en la oscuridad (1644). Museo Marítimo Nacional, Greenwich (Londres).